# Нела Кубурович Кісич
Нела Кубурович Кісич (серб. Нела Кубуровић Кисић; 7 квітня 1982, Сараєво) — сербський юрист і політик. Колишній міністр юстиції Сербії в уряді Ани Брнабич, а раніше була міністром юстиції в другому уряді Александра Вучича. До цього вона була помічником міністра юстиції в департаменті юстиції.

## Біографія
У 2005 році закінчила юридичний факультет Белградського університету з винятковим успіхом. Під час навчання два роки відвідувала заняття за програмою «Юридична клініка». Була стипендіатом Фонду молодих талантів Уряду Республіки Сербія. З лютого 2006 року працювала в Першому міському суді в Белграді, де після волонтерства та стажування стала помічником судді. У 2008 році склала адвокатський іспит.
З грудня 2008 року до серпня 2009 року працювала в Міністерстві юстиції Республіки Сербія радником з надання професійної допомоги Вищій раді юстиції. Після навчання в Адміністративному офісі Вищої ради юстиції, у серпні 2009 року почала працювати в секторі нормативної роботи, а з травня 2013 року очолила відділ з питань статусу суддів Вищої ради юстиції.
Брала участь у робочих групах з розробки проекту Кодексу суддівської етики та проекту Регламенту оцінювання роботи суддів і голів судів, а також у роботі Комісії з розгляду заперечень помічників суддів на ухвалу голови суду. Брала участь у навчальних візитах до Вищої ради юстиції Королівства Іспанія, Дисциплінарних органів для суддів у Франції та протягом квітня 2014 року проходила двотижневе стажування у Вищій раді суддів і прокурорів Боснії і Герцеговини.
Володіє англійською та знає іспанську.
Одружена з Бояном Кісичем, братом Дарії Кісич Тепавчевич.

## Зовнішні посилання
- «Нела Кубурович: Для мене честь бути в команді Александра Вучича, я сподіваюся виправдати довіру», NSPM, 12 серпня 2016.
- Конституція – інтерес усіх громадян – інтерв’ю («Політика», 10.03.2018)